# ولس (اتریش)
شهر ولس (به آلمانی: Wels) در استان اوبراسترایش با جمعیت ۵۸٬۶۲۳ نفر در کشور اتریش واقع شده‌است.